# Lugenda
Lugenda, Lujenda o Msambiti è un fiume dell'Africa orientale, in Mozambico. Prende origine dal lago Amaramba ed è un affluente del fiume Ruvuma.